# Vicariato apostolico dell'Arabia meridionale

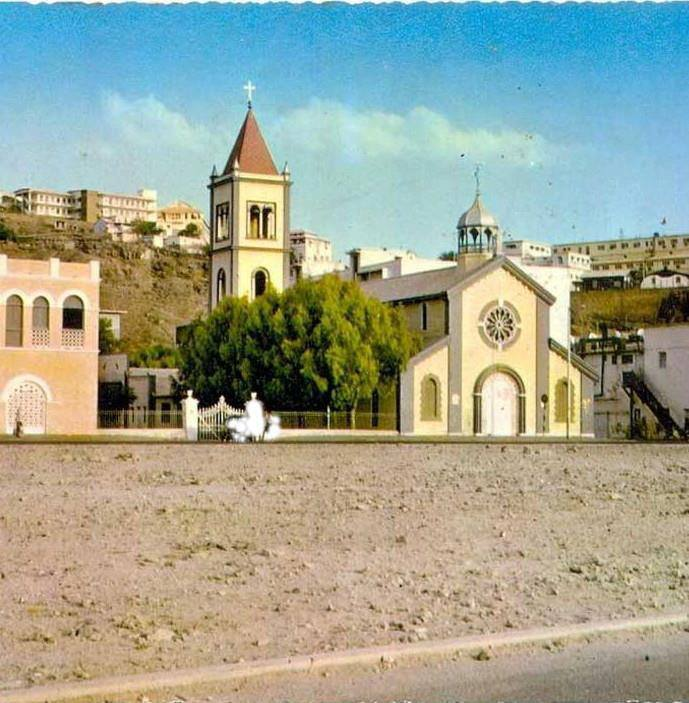
L'ex cattedrale di San Francesco di Aden.

Il vicariato apostolico dell'Arabia meridionale (in latino Vicariatus Apostolicus Arabiae Meridionalis) è una sede della Chiesa cattolica immediatamente soggetta alla Santa Sede. Nel 2022 contava 1.005.600 battezzati su 45.232.171 abitanti. È retto dal vescovo Paolo Martinelli, O.F.M.Cap.

## Territorio
Il vicariato ha giurisdizione su tutti i cattolici residenti nei seguenti Paesi della penisola arabica meridionale: Emirati Arabi Uniti, Oman e Yemen.
Sede del vicariato è nella città di Abu Dhabi, capitale degli Emirati Arabi Uniti, dove si trova la cattedrale di San Giuseppe, consacrata il 10 dicembre 2021. Ad Aden si trova la chiesa di San Francesco, già cattedrale dal 1894 al 1973.
Il territorio del vicariato è suddiviso in 17 parrocchie: nove si trovano negli Emirati, quattro nello Yemen e quattro in Oman.

## Storia
Il vicariato apostolico di Aden fu eretto il 4 maggio 1888 con il breve Quae catholico nomini di papa Leone XIII, ricavandone il territorio dal vicariato apostolico dei Galla (oggi vicariato apostolico di Harar).
Il 28 giugno 1889, in forza del decreto Quum per erectionem di Propaganda Fide, estese la sua giurisdizione su tutta la penisola arabica ad est del 35º meridiano, assumendo al contempo la denominazione di vicariato apostolico di Arabia e Aden.
Dal 1916 la cura del vicariato è affidata ai frati cappuccini, provenienti inizialmente dalla provincia toscana dell'ordine, e poi anche da altre.
Il 29 giugno 1953 cedette una porzione di territorio a vantaggio dell'erezione della prefettura apostolica del Kuwait (oggi vicariato apostolico dell'Arabia settentrionale).
Nel 1973 la sede fu trasferita dallo Yemen agli Emirati Arabi Uniti.
Il 31 maggio 2011 il vicariato ha assunto l'attuale denominazione in forza del decreto Bonum animarum della Congregazione per l'Evangelizzazione dei Popoli. Con questa disposizione il vicariato apostolico ha ceduto la giurisdizione su Arabia Saudita, Qatar e Bahrein al vicariato apostolico del Kuwait, che contestualmente ha assunto la nuova denominazione di vicariato apostolico dell'Arabia settentrionale.
Dal 3 al 5 febbraio 2019 gli Emirati Arabi Uniti hanno ricevuto la visita di papa Francesco.
Il vicario apostolico è membro di diritto della Conferenza dei vescovi latini nelle regioni arabe.

## Cronotassi dei vescovi
Si omettono i periodi di sede vacante non superiori ai 2 anni o non storicamente accertati.
- Louis-Callixte Lasserre, O.F.M.Cap. † (4 maggio 1888 - aprile 1900 dimesso)
- Bernard Thomas Edward Clark, O.F.M.Cap. † (21 marzo 1902 - 18 giugno 1910 nominato vescovo di Port Victoria o Seychelles)
- Raffaele Presutti, O.F.M.Cap. † (13 settembre 1910 - 3 agosto 1914 deceduto)
- Evangelista Latino Enrico Vanni, O.F.M.Cap. † (15 aprile 1916 - gennaio 1927 dimesso)
  - Sede vacante (1927-1933)
- Pacifico Tiziano Micheloni, O.F.M.Cap. † (25 aprile 1933 - 6 luglio 1936 deceduto)[4]
- Giovanni Tirinnanzi, O.F.M.Cap. † (2 luglio 1937 - 21 ottobre 1948 dimesso)[5]
- Irzio Luigi Magliacani, O.F.M.Cap. † (25 dicembre 1949 - 4 novembre 1969 ritirato)
  - Sede vacante (1969-1975)
- Giovanni Bernardo Gremoli, O.F.M.Cap. † (2 ottobre 1975 - 21 marzo 2005 ritirato)
- Paul Hinder, O.F.M.Cap. (21 marzo 2005 - 1º maggio 2022 ritirato)
- Paolo Martinelli, O.F.M.Cap., dal 1º maggio 2022

## Statistiche
Il vicariato apostolico nel 2022 contava su una popolazione di 45.232.171 persone 1.005.600 battezzati, corrispondenti al 2,2% del totale. Ottenere cifre esatte è particolarmente difficile essendo i fedeli prevalentemente immigrati di diverse nazionalità.
| anno | popolazione | popolazione | popolazione | presbiteri | presbiteri | presbiteri | presbiteri                | diaconi | religiosi | religiosi | parrocchie |
| anno | battezzati  | totale      | %           | numero     | secolari   | regolari   | battezzati per presbitero | diaconi | uomini    | donne     | parrocchie |
| ---- | ----------- | ----------- | ----------- | ---------- | ---------- | ---------- | ------------------------- | ------- | --------- | --------- | ---------- |
| 1950 | 5.840       | 10.000.000  | 0,1         | 9          |            | 9          | 648                       |         |           | 5         | 4          |
| 1970 | 8.222       | 12.864.230  | 0,1         | 14         | 1          | 13         | 587                       |         | 13        | 34        | 11         |
| 1980 | 132.800     | 18.000.000  | 0,7         | 23         | 4          | 19         | 5.773                     |         | 22        | 70        | 15         |
| 1990 | 500.000     | 23.750.000  | 2,1         | 27         | 7          | 20         | 18.518                    |         | 20        | 65        | 18         |
| 1999 | 1.000.000   | 36.200.000  | 2,8         | 35         | 8          | 27         | 28.571                    | 1       | 27        | 70        | 20         |
| 2000 | 1.300.000   | 42.250.000  | 3,1         | 36         | 9          | 27         | 36.111                    | 3       | 27        | 65        | 20         |
| 2001 | 1.400.000   | 42.250.000  | 3,3         | 37         | 8          | 29         | 37.837                    | 3       | 29        | 65        | 19         |
| 2002 | 1.300.000   | 42.500.000  | 3,1         | 40         | 9          | 31         | 32.500                    | 3       | 31        | 68        | 21         |
| 2003 | 1.300.000   | 47.760.000  | 2,7         | 42         | 8          | 34         | 30.952                    | 2       | 34        | 64        | 21         |
| 2004 | 1.300.500   | 47.760.669  | 2,7         | 45         | 9          | 36         | 28.900                    | 1       | 36        | 64        | 20         |
| 2010 | 2.129.000   | 62.498.240  | 3,4         | 65         | 9          | 56         | 32.753                    | 1       | 56        | 62        | 23         |
| 2012 | 1.695.914   | 63.694.479  | 2,7         | 71         | 10         | 61         | 23.886                    | 1       | 61        | 62        | 20         |
| 2014 | 942.000     | 38.185.000  | 2,5         | 51         | 7          | 44         | 18.470                    | 1       | 48        | 59        | 15         |
| 2017 | 996.600     | 41.962.458  | 2,4         | 64         | 13         | 51         | 15.571                    | 1       | 53        | 50        | 16         |
| 2020 | 1.002.000   | 43.907.437  | 2,3         | 64         | 13         | 51         | 15.656                    | 1       | 53        | 54        | 17         |
| 2022 | 1.005.600   | 45.232.171  | 2,2         | 69         | 14         | 55         | 14.573                    |         | 57        | 50        | 17         |